# 汉斯·克瑙斯
汉斯·克瑙斯（德語：Hans Knauß，1971年2月9日—），奥地利男子高山滑雪运动员。他曾代表奥地利参加1994年、1998年和2002年冬季奥林匹克运动会高山滑雪比赛，其中1998年冬季奥运会获得一枚银牌。